# Zethus nigerrimus
Zethus nigerrimus är en stekelart som beskrevs av Gusenleitner 2001. Zethus nigerrimus ingår i släktet Zethus och familjen Eumenidae. Inga underarter finns listade i Catalogue of Life.